# 童嘉
童嘉，台北人，兒童繪本作家，著有《想要不一樣》、《圖書館的祕密》、《我家有個花果菜園》、《我家有個烏龜園》、《我家有個遊樂園》、《不老才奇怪》、《千萬不要告訴別人！》等兒童繪本。

## 學歷
- 台灣大學社會系

## 經歷
- 換個角度看世界-童嘉繪本創作原畫展

## 作品
- 《想要不一樣》
- 《圖書館的祕密》
- 《我家有個烏龜園》
- 《不老才奇怪》
- 《千萬不要告訴別人！》
- 《小小姐姐慢吞吞》
- 《咦？》
- 《一定要選一個！》
- 《我只醒來一點點》
- 《外星人來的時候要保持鎮定》
- 《媽媽變魔術》[4]

## 展覽
- 2017年3月3日～3月23日，與曹益欣、蔡美保、信子、孫心瑜、劉旭恭、唐唐、邱承宗、許匡匡、林柏廷、廖書荻共11位台灣當代繪本創作者一同舉辦「停聽看他們做繪本」展覽。

## 得獎
- 國語日報牧笛獎
- 信誼基金會兒童文學獎[5]